# 1-Dodecanthiol
1-Dodecanthiol ist eine chemische Verbindung aus der Gruppe der Thiole.

## Gewinnung und Darstellung
1-Dodecanthiol kann durch Reaktion von 1-Dodecanol mit Schwefelwasserstoff gewonnen werden.
{\displaystyle \mathrm {C_{12}H_{25}OH+H_{2}S\longrightarrow C_{12}H_{25}SH+H_{2}O} }

## Eigenschaften
1-Dodecanthiol ist eine farblose Flüssigkeit mit charakteristischem Geruch, welche praktisch unlöslich in Wasser ist.

## Verwendung
1-Dodecanthiol wird für die Herstellung von hydrophoben oder gemischten selbstorganisierenden Monoschichten verwendet. Weiterhin dient es als Polymerisationsinhibitor bei Polyurethan- und Neoprenklebstoffen (zum Beispiel in der Schuhindustrie) und als sehr effektives und weit verbreitetes Kettenübertragungsmittel für die radikalische Polymerisationen.